# Gabriele Ragghianti
Gabriele Ragghianti (Lucca, 24 luglio 1965) è un contrabbassista classico italiano.

## Biografia
Completa gli studi musicali presso l'Istituto Musicale "Luigi Boccherini" sotto la guida del M°Sergio Grazzini e intraprende da giovanissimo un'intensa attività concertistica.
Collabora nel ruolo di primo contrabbasso con molte orchestre, in Italia e all'estero (Orchestra del Teatro Comunale di Bologna, Orchestra sinfonica dell'Emilia-Romagna, Orchestra della Fondazione Gulbenkian di Lisbona, Orchestra Regionale Toscana, I Virtuosi Italiani, l'Orchestra da Camera Italiana di Salvatore Accardo, l'Orchestra da Camera di Mantova); dal 1988 è primo contrabbasso solista de "I Solisti Veneti" diretti dal M° Claudio Scimone.
Collabora con solisti, gruppi e orchestre di fama in qualità di solista e camerista ed è membro del "Quartetto Rossini" dalla fondazione. Ha tenuto concerti nelle sale e per i festival più prestigiosi del mondo, nord e sud America, estremo oriente ed Europa.
Ha registrato oltre centocinquanta CD con solisti di fama mondiale, l'integrale delle Sei sonate a quattro di Gioachino Rossini con il Quartetto Rossini, e un cd di musiche per contrabbasso e pianoforte di Giovanni Bottesini.
Affianca all'attività concertistica quella didattica, in Italia e all'estero.
Ha tenuto corsi del suo virtuoso strumento presso il Royale College of music di Londra.
È attualmente titolare della cattedra di Contrabbasso presso l'Istituto Musicale "L.Boccherini" di Lucca.
Ha tenuto e tiene corsi di perfezionamento e di vario livello in Italia ed all'estero per Istituzioni prestigiose (Musica Riva festival, Hocschule di Norimberga, Università di New York, Festival Internazionale di musica da camera di Lucca).
Ha tre figli, due maschi e una femmina.